# José Luis González Gullón
José Luis González Gullón (Logroño, 7 de junio de 1970) es un historiador español, profesor de la Pontificia Università della Santa Croce (Roma) e investigador del Instituto Histórico San Josemaría Escrivá (Roma). Fue ordenado sacerdote el 6 de octubre de 2001 y está incardinado en la Prelatura del Opus Dei.

## Formación académica
Realizó sus estudios de primaria y secundaria en el Colegio “Sagrado Corazón” y en el IES “Práxedes Mateo Sagasta”, de Logroño.
Licenciado en Historia por la Universidad de Navarra (1993) y licenciado en Teología por la Pontificia Università della Santa Croce (1999).
Doctor en Teología Espiritual por la Pontificia Università della Santa Croce (2001), con la tesis “La fecundidad de la Cruz. Una reflexión sobre la exaltación y la atracción de Cristo en los textos joánicos y la literatura cristiana antigua”. 
Doctor en Historia por la Universidad de Navarra (2007), con la tesis “El clero en Madrid durante la Segunda República”.
Ha sido Visiting Scholar en la University of California en Berkeley (2007). Ha realizado estancias de investigación archivística en la Columbia University (2009) y en la Catholic University of America (2011).

## Actividad docente
Ha ejercido la docencia, fundamentalmente en la Universidad de Navarra y de la Pontificia Università della Santa Croce.
En la Universidad de Navarra ha sido Ayudante de Historia de la Iglesia en el Departamento de Historia de la Iglesia (2001-2004); miembro del Grupo de Historia Reciente de España (2004-2013); Subdirector y Colaborador de Investigación del Centro de Documentación y Estudios San Josemaría Escrivá (2007-2013). 
En el curso 2004-2005 impartió el curso de doctorado “El clero católico en la Europa de entreguerras” en el Departamento de Historia de la Iglesia de la misma universidad.
En la Pontificia Università della Santa Croce explica la asignatura “San Josemaría Escrivá, fondatore dell’Opus Dei: un approccio storico”, en la licenciatura de historia de la Iglesia (curso 2016/17).
Desde 2013 hasta el presente es Subdirector y Miembro Ordinario del Instituto Histórico Josemaría Escrivá de Balaguer.

## Principales publicaciones

### Libros
- con Coverdale, John F., "Historia del Opus Dei", Madrid, Rialp, 2021, 1ª, 700 pp., 24 pp. de il. (editor junto con John Coverdale).[1][2](traducido al inglés: Opus Dei: A History (1928-2016). Volume One, New York, Scepter Publishers, 2022, 1ª ed. estadounidense, xxx, 241 pp.; y Opus Dei: A History (1928-2016). Volume Two, New York, Scepter Publishers, 2022, 1ª ed. estadounidense, 410 pp.)[3]

- "Cronología de José María Escrivá y Albás (Madrid, 1927-1936)", Madrid, Rialp, 2020, 1ª,  738 pp. (editor junto con Santiago Martínez Sánchez, Inmaculada Alva, María Jesús Coma y Rafael Zafra Molina).[4][5]

- "Escondidos: El Opus Dei en la zona republicana durante la Guerra Civil española (1936-1939)", Madrid, Rialp, 2018[6][7]

- "DYA. La Academia y Residencia en la historia del Opus Dei (1933-1939)", Rialp, Madrid, 2016.[8][9]

- "Diccionario de San Josemaría Escrivá de Balaguer", Monte Carmelo – Instituto Histórico San Josemaría Escrivá de Balaguer, Burgos, 2013 (editor junto con J. L. Illanes, I. Alva, M. Alonso y L. Francisco Mateo-Seco).[10]

- "El clero en la Segunda República. Madrid, 1931-1936", Monte Carmelo, Burgos, 2011.[11][12]

### Colaboradores en obras colectivas
- “La separación de la Iglesia y el Estado en la Segunda República española”, en P. Folguera et al. (eds.), "Pensar con la historia desde el siglo XXI. Actas del XII Congreso de la Asociación de Historia Contemporánea", UAM Ediciones, Madrid, 2015, pp. 4403-4420.

- “Los tres primeros sacerdotes del Opus Dei (mayo-junio 1944)”, en P. Gefaell (ed.), "Vir fidelis multum laudabitur", EDUSC, Roma, 2014, pp. 93-106.

- “Gli studi storici sul Fondatore dell’Opus Dei. Delle prime monografie al Dizionario di San Josemaría”, en J. López Díaz (ed.), "San Josemaría e il pensiero teologico", EDUSC, Roma, 2014, pp. 457-463.

- “Acción y pensamiento políticos del clero de Madrid (1931-1936)”, en M. Álvarez Tardío y R. Villa García (dirs.), "Nuevos Estudios sobre la cultura política en la II República española (1931-1936)", Dykinson, Madrid, 2011, pp. 71-87.

- “El bulo de los caramelos envenenados (Madrid, 3 y 4 de mayo de 1936)”, en A. Bullón de Mendoza y L. E. Togores (coords.), "La Otra Memoria. Actas", San Sebastián de los Reyes, 2011, pp. 650-660.

- “Escribir la historia del Opus Dei. Algunas consideraciones historiográficas”, en L. Martínez Ferrer (ed.), "Venti secoli de storiografia ecclesiastica. Bilancio e prospettive", Pontificia Università della Santa Croce, Roma, 2010, pp. 413-425 (junto con Federico Requena).

- “Los jesuitas en Madrid durante la Segunda República”, en A. Bullón de Mendoza y L. E. Togores (coords.), "La República y la Guerra Civil. Setenta años después (Comunicaciones)", Actas, Madrid, 2008, pp. 1025-1037.

- “El clero de Madrid. Demografía y distribución”, en S. Aurell y P. Pérez López (eds.), "Católicos entre dos guerras. La historia religiosa en España en los años 20 y 30", Biblioteca Nueva, Madrid, 2006, pp. 255-282.

### Artículos de revistas
- “Ricardo Fernández Vallespín (1910-1988)”, Studia et Documenta: Rivista dell'Istituto Storico san Josemaría Escrivá, VIII, 8 (2016), pp. 45-96 (junto con M. Galazzi).

- “La propaganda católica en el extranjero de las dos Españas durante la Guerra Civil (1936-193): Albert Bonet y Leocadio Lobo”, Historia Contemporánea 31 (2013), pp. 49-73 (junto con Antonio César Moreno Cantano).

- “Leocadio Lobo: the Spanish Civil War as viewed by a Priest exiled in the United States of America”, The Catholic Historical Review XCVIII, 4 (octubre de 2012), pp. 726-750.

- “La Guerra Civil española y la conferencia de obispos norteamericana”, Hispania Sacra LXIV, Extra I (enero-junio de 2012), pp. 315-341.

- “Bibliografía general sobre el Opus Dei (II)”, Studia et Documenta: Rivista dell'Istituto Storico san Josemaría Escrivá V, 5 (2011), pp. 447-533 (junto con J. Mario Fernández Montes y Santiago Martínez Sánchez)

- “Bibliografía general sobre el Opus Dei (I)”, Studia et Documenta: Rivista dell'Istituto Storico san Josemaría Escrivá IV, 4 (2010), pp. 449-538 (junto con J. Mario Fernández Montes y Santiago Martínez Sánchez)

- “Leocadio Lobo, un sacerdote republicano (1887-1959)”, en Hispania Sacra 125 (2010), pp. 267-309.

- “Las publicaciones del clero de Madrid (1931-1936)”, en Memoria Ecclesiae 32 (2009), pp. 417-426.

- “Josemaría Escrivá en los años treinta: los sacerdotes amigos”, en Studia et documenta III, 3 (2009), pp. 41-106 (junto con Jaume Aurell).

- “El clero en Madrid durante la Segunda República”, en Anuario de Historia de la Iglesia 17 (2008), pp. 394-398.

- “Uso de la prosopografía en los archivos eclesiásticos: el clero en Madrid durante la segunda República”, en Memoria Ecclesiae, 29 (2006), pp. 39-50.